# Søgne
Søgne (o en grafía clásica española: Soegne)[cita requerida] fue una antiguo municipio de la desaparecida provincia de Vest-Agder, Noruega. El municipio de Søgne fue creado en 1838. Greipstad fue separado de Søgne en 1913. El municipio existió desde 1838 hasta 2020 cuando se fusionó con los municipios de Songdalen y Kristiansand en el "nuevo" municipio de Kristiansand en lo que ahora es el condado de Agder.
Es un municipio costero, con una larga línea costera en el sur. Por el este bordea el municipio de Kristiansand, por el norte y noreste a Marnardal y Songdalen, y por el oeste a Mandal.
A diferencia de otros municipios de Vest-Agder, Søgne no creció como producto del agregado de otras comunas. Por el contrario, Greipstad fue separado de Søgne en 1913 (y en 1964 se fusionó con Finsland en Songdalen. Søgne tenía una población de 10 509 personas (censo 2010).

## Información general

### Nombre
El nombre del municipio (originalmente parroquia) deriva del antiguo nombre de una granja: Søgne (Old Norse Sygna), desde que se construyera allí la primera iglesia. Las granja fue denominada en referencia al río Sygna (actualmente Søgneelva) y el nombre del río deriva del verbo súga que significa "chupar".

### Escudo
El escudo es de época moderna. Fue creado en 1985. El escudo muestra dos hitos de carretera, construidos de roca, que en tiempos antiguos se utilizaban para marcar caminos y sendas. Dos de los signos más grandes de este tipo se encuentran en el municipio, y ya eran mencionados a comienzos del siglo XVII. Según la leyenda, fueron construidos por el rey Olaf II de Noruega (Heilag-Olav), en el siglo XI.